# 수선화 (1940년 영화)
"수선화"는 한국에서 제작된 김유영 감독의 1940년 영화이다. 남승민 등이 주연으로 출연하였고 최남주 등이 제작에 참여하였다.

## 출연

### 주연
- 남승민
- 문예봉
- 김신재
- 이금룡

## 기타
- 조명: 김성춘
- 녹음: 삼전
- 미술: 윤상렬